# Ustav Jugoslavije iz 1963. godine
Ustav Socijalističke Federativne Republike Jugoslavije iz 1963., donesen je 7. travnja 1963. godine kao rezultat uvjerenja vladajućih struktura SFR Jugoslavije da su samoupravni odnosi u dovoljnoj mjeri prevladali u društvu da zavrijeđuju novo i konačno ustavnopravno definiranje i ustoličenje.

## Odredbe
Ovim ustavom definiciju države karakterizira ne samo odredba da je to savezna država, već i socijalistička demokratska zajednica, što je trebalo označiti težnju ka marksističkom idealu o odumiranju države.
Osnovima ekonomskog uređenja proglašeni su društveno vlasništvo, samoupravljanje i samoorganiziranje radnih ljudi na mikro i makro planu. Pravo na društveno samoupravljanje je proglašeno neprikosnovenim, a teritorijalne jedinice u državi (općina, kotar, autonomne pokrajine, socijalističke republike i sama federacija) proglašene su društveno-političkim zajednicama. U odredbi nezabilježenoj u ustavnom pravu, ukinuta je hijerarhija između navednih jedinica, te je uveden sistem međusobnih prava i obaveza.
Savezna narodna skupština je proglašena najvišim organom vlasti i društvenog samoupravljanja. Uz saveznu i republičke skupštine, pored opće političkog vijeća (Savezno vijeće u Saveznoj skupštini i republička vijeća u republičkim skupštinama) uvedena su i tzv. vijeća radnih zajednica: prosvjetno-kulturna vijeća, socijalno-zdravstvena vijeća, privredna vijeća, te organizacijsko-politička vijeća.
Predsjednikom republike postao je nezavisan od Saveznog izvršnog vijeća (SIV), te samostalni organ federacije. Uveden je Ustavni sud SFR Jugoslavije i ustavni sudovi republika članica.

## Praksa
Na ovaj ustav, do donošenja novog Ustava Jugoslavije iz 1974. godine, je doneseno 42 amandmana. To pokazuje da stabilnost institucija nije bila postignuta na duži rok. Novi amandmani ojačali su položaj autonomnih pokrajina, uveli nove oblasti (upravne jedinice) samoupravljanja, a dotadašnji savezni organi postali su zajednički, tj. ne više nadređeni.

## Vanjske poveznice
- Integralni tekst Ustava SFRJ iz 1969. godine  Arhivirana inačica izvorne stranice od 20. lipnja 2020. (Wayback Machine)